# 2010年世界盃香港電視轉播權爭議
2010年世界盃香港電視轉播權爭議指在香港關於播放2010年世界盃足球賽的轉播權爭議。
國際足協在標書上作出新規定，倘若收費電視頻道投得世界盃賽事直播權，則必須將其中22場賽事（包括揭幕賽、14場分組賽、十六強賽、八強賽及四強賽各2場及冠軍戰）於免費電視頻道播出，以增加球賽之普及性，但收費電視頻道仍可決定分組賽、十六強賽、八強賽供免費電視頻道直播之場次。
由於新規定衹是指引，并無法律約束力，香港有線電視只打算把揭幕賽、四強賽及冠軍戰安排在旗下的有線第1台播映，並同時開出苛刻條件讓兩間免費電視台（無線電視及亞洲電視）轉播。但收看該頻道須繳付10元的服務費，因此被當地的監管機構視作收費頻道。此做法令人質疑有線違反了國際足協有關揭幕賽、四強賽及冠軍戰均須在免費電視頻道播放的規定。最後有線在輿論壓力下，以10元象徵式收費讓無線及亞視轉播有關賽事，但須完整轉播（即連同有線標誌、廣告、評述等完整轉播）。由於有關賽事被安排在兩台之數碼頻道播放，不少沒購置解碼器的民眾因此無法收看。
在四強賽前，無線電視曾試圖以第三聲道加插自家評述，但有線電視威脅會中途停止訊號，最終放棄有關做法。此外，由於有關業者拒絕發放精華片段，當地媒體只能以圖片顯示，甚至自製動畫模擬，為多年首見。香港亦是兩岸四地中，唯一不能循免費途徑收看賽事（國際足協規定的四場除外）的地區。
有線體育於2010年2月決定將4場賽事包括開幕戰、兩場準決賽及決賽在其下準收費電視頻道（即不向部份用戶收費）有線電視第一台播放，並曾邀請無綫電視及亞洲電視投標轉播有線電視第一台上述賽事，但亞視和無線已拒絕出錢轉播。 隨後，無綫及亞視召開聯合記者會及發聲明反擊，亞视高級副總裁鄺凱迎不滿，有線在轉播該4場賽事的招標書中，規定無線及亞視，必須連同廣告及其他節目一同播放，做法與兩台過往可自行包裝節目的形式不同，有線的做法等同「鵲巢鳩佔」。
聲明又斥有線是剝奪觀眾選擇權，扼殺創作空間。兩台已先後去信國際足協反映事件，及諮詢影視及娛樂事務管理處意見。4月26日，香港有線電視和两间免费电视台達成共識，兩間免費電視台皆同意把該四場賽事連同有線廣告在其旗下數位电视頻道播放。
今次事件令一向實行緊縮政策的無線決定以2億港元誓要從有線手上奪回連續失落三屆的世界盃播映權。結果無線以4億港元如願成功擊敗有線重奪失落16年的播映權。國際足協亦收緊轉播條例，令22場賽事免費播放的規定具有法律約束力。然而，無綫卻只根據國際足協新例，只把其中22場賽事放在旗下的免費電視台播放，其餘賽事則安排在旗下的無線收費電視播放，惹起各界不滿，被指做法與有線電視無異。

## 第三聲道爭議
無綫電視原本決定在播放兩場準決賽及決賽的時候提供第3聲道，加插無綫自製的旁述，但由於受到訊號提供者有線電視之強烈反對，並威脅終止提供有關之賽事訊號，無線電視決定放棄提供自選第3聲道服務，並表示遺憾；而原定的3場賽事將如期播出。而商務及經濟發展局局長劉吳惠蘭則支持無綫電視的決定。最终無綫于网上直播时使用自製旁述。